# Коринтски ред
Коринтски ред (или коринтски стил) је један од три реда организационог система класичне архитектуре. Друга два реда су дорски и јонски. У античкој грчкој архитектури два основна реда су дорски и јонски, док је коринтски изведен из јонског. Потпун развој коринтског реда ће се одвијати у римској архитектури. Постоје такође и два нижа реда, дебљи тоскански ред и богатија варијанта коринтског, сложени ред.
Сматра се да је коринтски ред измислио архитекта Калимакус (Callimachus) који је био инспирисан изгледом посветне корпе која је била остављена на гробу младе дјевојке. По Витрувију, плетена корпа била је испреплетена биљком акантус која је ту израсла мјешајући листове биљке са везом корпе.
Коринтски капител се може сматрати обогаћеном верзијом јонског капитела мада су јонски детаљи попут спирала знатно ублажени и смањени те постављени на угловима у односу на изражене аутентичне детаље коринтског капитела као што су стилизовани листови акантуса. Листови акантуса на коринтском капителу су различито изражени у различитим културама градње.
За разлику од дорског и јонског капитела, коринтски капител нема врат већ само прстенасту астрагалну профилацију или траку која формира основу капитела као конотација на легендарну горе описану Корпу.
Коринтски ступ је готово увијек канелуриран. Ако није, обично постоје добри разлози зашто су канелуре изостављене (обично финансијски разлози). На коринтским стубовима канелуре су понекад и украшене.
У својим пропорцијама коринтски стуб је сличан јонском стубу, мада може бити виткији, док се у бити највише разликује својим аутентично скулпурисаним капителом. Абакус изнад капитела има удубљене странице како би се слагао са извијеним угловима капитела те може имати и розету на оси сваке стране.
Архитрав је подијељен у два или три дијела, који могу бити једнаки, или могу имати занимљиве пропорционалне односе међу собом. Изнад обично недекорисаног архитрава је фриз који може бити богато скулптурисан са продуженим дизајном. Изнад тога, профилација главног вијенца је слична јонском реду. Ако је главни вијенац веома дубок може бити ојачан орнаменталним решеткама постављеним у серији испод главног вијенца.
Најстарији примјер коринтског стуба је Храм Апола у Басама у Аркадији из око 450. – 420. п. н. е. Коринтски стуб није био дио ниједног реда у овом храму који има дорски ред око храма и јонски унутар целе. Мистериозно, један коринтски слободно стојећи стуб се налази у самом центру целе, а његова сврха је ствар дебате међу археолозима од којих је једна теорија да је стуб можда био једна врста “посвијећеног стуба”.